# Годелли, Даниэль
Даниэль Годелли (алб. Daniel Godelli; род. 10 января 1992 в Эльбасане, Албания) — албанский тяжелоатлет, чемпион мира 2014 года, призёр Чемпионатов Европы по тяжёлой атлетике.

## Карьера
В 2011 году Даниэль Годелли стал чемпионом мира среди юниоров по тяжёлой атлетике в весовой категории до 69 килограмм. После этого успеха он принял участие в Чемпионате Европы-2011 в Казани, где завоевал бронзовую медаль.
Спортсмен отобрался на Олимпийские игры 2012 года в Лондоне, но выступил там неудачно не взяв ни один вес из заявленных.
На Чемпионате Европы 2013 года в Тиране стал серебряным призёром первенства в весовой категории до 69 килограмм, проиграв только россиянину Олегу Чену. На Средиземноморских играх-2013 стал чемпионом соревнований.
В 2014 году на Чемпионате Европы албанец повторил прошлогодний результат и снова стал вторым, но на сей раз в весовой категории до 77 килограмм. Годелли поднял вес 349 кг, как и его соотечественник Эрканд Керимай, но из-за собственного веса уступил ему золото.